# Josef Burgwinkel

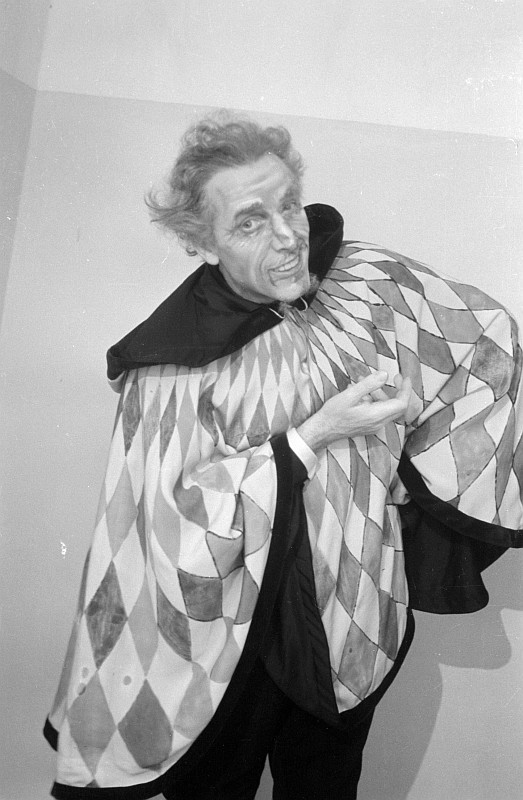
Josef Burgwinkel als Rigoletto (1945)

Josef Burgwinkel (* 9. Juni 1895 in Köln-Deutz; † 10. November 1966) war ein deutscher Opernsänger (Bariton) und Schauspieler.

## Leben
Josef Burgwinkel debütierte 1918 als Bariton in Wuppertal und ging nach Stationen in Mannheim und München nach Berlin. Von 1927 bis 1944 war Burgwinkel fest als Heldentenor und Spieltenor an der Städtischen Oper Berlin (heute Deutsche Oper) engagiert. Auch bei den Salzburger Festspielen trat er auf, so war er 1928 als Ferrando in Così fan tutte zu sehen. Nach dem Ende des Zweiten Weltkriegs hatte er eine Reihe von Engagements in Ost-Berlin und ging als DEFA-Schauspieler auch ins Filmfach. Ab 1950 hatte er ein festes Engagement an der Komischen Oper, ebenfalls Ostberlin.

## Oper (Auswahl)
- 1927: Max in Jonny spielt auf von Ernst Krenek an der Städtischen Oper Berlin.
- 1928: Titelrolle in Der Protagonist von Kurt Weill an der Städtischen Oper Berlin.
- 1929: Hauptrolle in Die Gezeichneten von Franz Schreker an der Städtischen Oper Berlin zusammen mit Delia Reinhardt.
- 1932: Jacques Offenbach: Die Prinzessin von Trapezunt – Regie: Jürgen Fehling (Städtische Oper Berlin)
- 1933: Richard Strauss: Salome (Herodes) – Regie: Otto Krauß (Städtische Oper Berlin)
- 1945: Titelrolle in Rigoletto an der Deutschen Staatsoper Berlin.
- 195?: Baron von Gondremark in Pariser Leben an der Komischen Oper Berlin.

## Filmografie
- 1954: Alles für dich, mein Schatz
- 1958: Der junge Engländer
- 1960: Die schöne Lurette
- 1965: Das schlaue Füchslein (Studioaufzeichnung)